# モルテザー・ラフマーニー・モヴァッヘド
モルテザー・ラフマーニー・モヴァッヘド（ペルシア語: مرتضی رحمانی موحد Mortezā Rahmānī Movahed、英語: Morteza Rahmani Movahed、1959年12月28日 - ）は、イランの外交官、大使。在上海総領事（1999～2003年）、在ニュージーランド大使（2006年～）、文化遺産・観光・手工芸省副長官、外務大臣顧問などを経て、2018年から2022年にかけて駐日大使を務めた。テヘラン出身。既婚で3児の父。

## 駐日大使として

### 2018年
さかのぼる2015年のオバマ政権時代にイランはP5+1（常任理事国5ヶ国およびドイツ）との間で核合意（JCPOA）を締結していたが、ラフマーニーが駐日大使として日本に赴任する少し前の2018年5月8日、ドナルド・トランプ米大統領は他のP5+1諸国やイランとの事前調整が不十分な状況で核合意からの一方的な離脱を宣言。これを受けて翌9日、河野太郎外務大臣は「我が国は国際不拡散体制の強化と中東の安定に資する核合意を支持しており，引き続き関係国による建設的な対応を期待します。」と表明し、日本はアメリカの対イラン制裁に同調せず引き続き核合意維持を支持するとの談話を発表した。同年8月11日、ラフマーニー大使は赴任先の東京で麻生太郎財務大臣兼副総理と会談し、日本の核合意支持を肯定的に評価した上で、二国間の歴史的な関係やイランから日本への原油輸出を含む経済的な関係を維持することが重要であるとの認識を示した。同年9月10日、皇居で信任状を捧呈し、駐日大使として正式に着任した。
2018年11月27日、日本記者クラブにおいて公益財団法人中東調査会が主催する「11.27 中東情勢講演会」に出演して、イランの地政学的な重要性やアメリカの一方的な核合意離脱などについて語り、国際社会が核合意を維持することの重要性を説いて、日本の核合意支持に対して改めて感謝を表明した。翌日の11月28日にはBSフジのプライムニュースに出演して、核合意についてのイランの立場を改めて解説したほか、原油輸出再開や人材交流などといった両国の経済関係強化についての提言も行い、ペルシア語で「2019年はイラン・日本関係の飛躍的発展の年」と書かれたフリップを掲げながら両国関係の発展を願って発言を締めくくった。

### 2019年
2019年6月12日から14日にかけて、安倍晋三内閣総理大臣が現職の総理大臣として41年ぶりにイランを訪問し、12日にハサン・ロウハーニー大統領と会談、13日にはアリー・ハーメネイー最高指導者と会談した。安倍首相とロウハーニー大統領、ハーメネイー師との首脳会談にはラフマーニー大使も同席している。安倍首相のイラン訪問と重なる6月13日の早朝、ホルムズ海峡付近で日本およびノルウェーの海運会社が運航するタンカー2隻が何者かによる襲撃を受けた（2019年6月ホルムズ海峡タンカー攻撃事件）。また、その一週間後の6月20日には、ホルムズ海峡上空を飛行していたアメリカの無人偵察機が領空侵犯の咎でイランの革命防衛隊によって撃墜されたことにより、急遽、アメリカとイランの緊張が高まった。こうした歴史的な首脳会談や情勢緊迫化を受けて、6月24日、ラフマーニー大使は東京の日本記者クラブで記者会見を開き、「今回の安倍首相訪問は成功だった」とイランに対する日本の善意を高く評価した。その一方で、質疑応答でタンカー攻撃事件にイランの関与があったとするアメリカの主張について記者から質問を受けた際には「米国側の大きな偽り」であると一蹴し、また、アメリカによるイランに対する経済制裁を「経済テロリズム」と呼んで批難した。また、イランが地域諸国のイラクとシリアに介入して影響力を行使している事実については、あくまでも両国の現地政府との合意に基く正当な支援であり、アメリカなど他国が批難する謂れはないとの見解を示した。
2019年7月8日、イランが核合意で定められた規定上限を超えるウラン濃縮度に達したことを内外に宣言。これを受けて7月11日、ラフマーニー大使は東京でBS-TBSテレビに出演し、あらかじめP5+1のヨーロッパ諸国に60日の猶予期間を与えていた事実を挙げた上で、「アメリカは、核合意から違法に離脱してこの国際合意に違反しており、わが国は核合意に定められた条項と相手側の行動に沿って措置を講じたに過ぎない」と説明した。
2019年8月6日、広島で開かれた平和記念式典に参列した。
2019年8月29日から9月1日にかけて、東京都調布市の武蔵野の森総合スポーツプラザで車いすバスケットボールの国際強化試合「三菱電機 World Challenge Cup 2019」が開催され、日本・イラン・オーストラリア・韓国の4ヶ国が対戦した。イラン代表は8月31日に行われた日本代表との試合で1敗したのみで、得失点差で日本代表の決勝進出を阻み、最終日となる9月1日の決勝戦ではオーストラリア代表に84－58で快勝してイラン代表が首位を勝ち取った。後日、ラフマーニー大使は、強化試合で優勝を勝ち取った車いすバスケットボールチームの選手と技術スタッフを東京の大使公邸に招き、イランに栄誉をもたらした選手とスタッフの努力を賞讃した。また、このとき大使公邸には日本車いすバスケットボール連盟（JWBF）副会長の河石功や3名の関係者も招かれている。
2019年10月22日、皇居正殿松の間で今上天皇の即位礼正殿の儀が執り行われ、ラアヤー・ジョネイディー副大統領と共に参列した。
2019年12月20日、ロウハーニー大統領が現職の大統領として19年ぶりに日本を訪問し、安倍首相との首脳会談を行った。会談では両首脳が国交樹立90周年を迎えた両国関係を寿いだ上で、核合意（JCPOA）維持の重要性や、他国に依らず自らのイニシアティブでペルシア湾地域の航行の安全を確保する自衛隊の活動など、多岐にわたる意見交換が行われた。このロウハーニー大統領訪日に際してラフマーニー大使も随行しており、駐日イラン大使館文化参事室が用意したレザー・バドロッサマーの細密画「友情の木」（ペルシア語: درخت دوستی）にサインする大統領の隣りに立って見守る大使の姿が大使館ウェブサイトで公開されている。

### 2020年
2020年3月21日、イランでは新型コロナウイルス感染者数が2万610人、死亡者数が1556人を数えるに至って、イタリアと中国に次いで多い死亡者を出す深刻な猛威に見舞われた。こうした情勢を受けて3月25日、ラフマーニー大使は東京の日本記者クラブで記者会見を開き、「わが国には優れた医療が存在するが、米国の一方的かつ非人道的な制裁で、必要な医療機器や医薬品の調達に大きな支障を来している」との認識を示し、アメリカによる「医療テロ」がイランの惨状を招いたとして人道を顧みず経済制裁を乱用するアメリカの政策を批難した。なお、アメリカが経済制裁を解除しないことによりイランで医療機器や医薬品の調達が大きく阻害されている事実を指して「医療テロ」と糾弾したのはラフマーニー大使が初めてでなく、さかのぼる3月21日にモハンマド・ジャヴァード・ザリーフ外相も「医療テロ」と称した上でアメリカの経済制裁継続を批難している。
2020年10月6日、東京のイラン大使館で第82回FEC中東研究会が開催され、「イランの現状と日本への期待」をテーマにラフマーニー大使が講演を行った。

### 2021年
2021年2月26日、日本記者クラブが司会を務めるオンライン会見を開き、米バイデン政権誕生などに伴う国際環境の変化に対するイランの取り組みについて意見を述べた。ラフマーニー大使は、米トランプ前政権が一方的に核合意（JCPOA）から離脱するまでイランは核合意を順守してきた事実を強調した上で、今後の緊張緩和の前提条件として、まずバイデン政権が前政権の犯した過ちを認めて経済制裁解除など具体的な措置を取ることを求め、アメリカ合衆国や同国に同調して核合意の義務を履行してこなかった英仏独が制裁を解除するのであれば、その歩み寄りに応じてイランが核開発をトランプ前政権の核合意離脱前の水準まで段階的に戻すことも可能であるとの認識を示した。

### 2022年
2022年2月22日、ラフマーニー大使は離任を前に東京の日本記者クラブで記者会見を開き、ウィーンで行われている核合意（JCPOA）再建交渉をはじめとする中東情勢や対米関係の現状などについて語った。会見では依然としてイランに対する制裁が解除されていない現状を説明した上で、核合意再建に当たって「西側の真剣な政治判断を必要としている」と強調し、本気で核合意を立て直す意図があるのであればまずアメリカ合衆国や英仏独の側から制裁解除という形で具体的な行動を示すことを求めた。また、記者会見が開かれた時点でロシアによるウクライナ侵攻が目前に迫っていたためウクライナ情勢にも話が及んだが、ラフマーニー大使は「米国が主導する北大西洋条約機構（NATO）による干渉など、扇動的な行為が情勢を悪化させている」との認識を示して、ロシアのウクライナに対する干渉ではなくむしろアメリカ合衆国のロシアに対する干渉を批難した。